# Julius Heinrich von Uslar
Julius Heinrich von Uslar (auch Johann Julius, Julius, Johann Jakob und Heinrich Julius; als Schriftsteller  J. v. Uslar; * 23. August 1752 in Clausthal; † 2. September 1829 im Harzforsthaus bei Herzberg) war ein deutscher Forstwissenschaftler und Botaniker. Sein botanisches Autorenkürzel lautet „Uslar“.

## Leben
Uslar war Sohn eines Oberförsters. Sein Vater sorgte für seine Ausbildung in der Forstwissenschaft, anschließend absolvierte er an der Universität Göttingen die für den Forstdienst notwendigen rechtswissenschaftlichen Studien. 1775 wurde er Forstamtsauditor im kurhannoverscher Harz. Zudem wurde ihm 1777 die "Expedition und Controle" der Harzforsten als Nebenamt übertragen. 1779 erfolgte seine Ernennung zum Forstschreiber, bevor ihm 1781 kommissarisch die Stelle des Oberförsters in Herzberg übertragen wurde. Die Stelle wurde ihm dann 1782 offiziell übertragen, jedoch wurde er erst 1784 zum Oberförster ernannt. Er blieb von nun an im Forstamt bei Herzberg, auch als sein Revier zwischen 1810 und 1813 zum Königreich Westphalen gehörte und obwohl ihm gut dotierte Stellen, wie die Magdeburger Oberforstmeisterstelle, angetragen wurden. Spätestens 1810 trug er den Titel königlicher Forstinspektor.
Uslar wurde von 1786 bis 1788 für die Teilung der Harzforsten zwischen dem Haus Hannover und Haus Braunschweig herangezogen. Ab 1790 begann er, mehrere junge Männer bei sich aufzunehmen, die er im Forstfach ausbildete. Um seine forstwissenschaftliche Ausbildung anschaulicher zu gestalten, legte er 1793 einen forstbotanischen Garten mit diversem Gehölz bei seinem Forsthaus an. Zu seinen Schülern zählte der Forstmann Hans von Veltheim. Sein Verdienst erstreckte sich auch auf die Bekämpfung des im Harz schwere Schäden anrichtenden Borkenkäfers. Ihm gelang es aufgrund der Annahme, dass der Borkenkäfer auch gesunde Bäume befalle, große Teile seines Waldes zu retten. Der beliebte Forstinspektor wurde im Rahmen seines 50-jährigen Dienstjubiläums am 11. September 1825 dadurch geehrt, dass ein Bild von ihm im Sitzungssaal des königlichen Berg- und Forstamts zu Clausthal aufgehängt wurde.
1780 wurde sein Sohn Justus Ludewig von Uslar geboren, der zeitweilig in Mexiko lebte, als Bergbaubeauftragter und Naturforscher tätig war und 1862 starb.
Im ehemaligen Kurpark von Herzberg wurde Uslar ein Denkmal errichtet.

## Werke (Auswahl)
- Forstwirthschaftliche Bemerkungen: auf einer Reise gesamlet, Schulbuchhandlung, Braunschweig 1792.
- Ist es vortheilhafter, gemischte Buchwaldungen als Baum- oder Schlagholz zu bewirthschaften? Vandenhoeck und Ruprecht, Göttingen 1794.
- Fragmente neuerer Pflanzenkunde, Schulbuchhandlung, Braunschweig 1794.
- Pyralis Hercyniana: Ein Beitrag zur Kenntniß waldverderbender Insekten, Hellwing, Hannover 1798.
- Ueber den Einfluß der Verkoppelungen in Nord-Deutschland auf den eintreffenden Holzmangel; über Privat-Waldungen und die Abschätzung ihres Werthes bei Veräusserungen derselben, Hahn, Hannover 1806.